# Persone di nome Andrés/Calciatori
| Questa pagina contiene informazioni ricavate automaticamente dalle voci biografiche con l'ausilio del template Bio e di un bot. L'aggiornamento è periodico e automatico e ricostruisce completamente la pagina. Se manca una persona in questa lista, sei pregato di non aggiungerla, ma accertati piuttosto che la sua voce biografica contenga il template Bio e che i dati anagrafici siano correttamente compilati. Se il template Bio manca, inseriscilo tu stesso o, in alternativa, metti l'avviso {{tmp\|Bio}} che ne segnala la mancanza. Se i dati riportati sono sbagliati, correggi direttamente la voce biografica; le modifiche saranno visibili in questa lista entro pochi giorni. Per chiarimenti vedi il progetto antroponimi. La lista contiene solo le 95 persone che sono citate nell'enciclopedia e per le quali è stato implementato correttamente il template Bio. Pagina aggiornata al 16 ott 2024. |

Questa è una lista di persone presenti nell'enciclopedia che hanno il nome Andrés e sono calciatori.

## A(5)
- Andrés Amaya, calciatore colombiano (Barrancabermeja, n. 2001)
- Andrés Andrade Cedeño, calciatore panamense (Panama, n. 1998)
- Andrés Andrade, calciatore colombiano (Cali, n. 1989)
- Andrés Arroyo, calciatore colombiano (Montería, n. 2002)
- Andrés Alonso García, ex calciatore spagnolo (Salamanca, n. 1961)

## B(3)
- Andrés Balanta, calciatore colombiano (Cali, n. 2000 - San Miguel de Tucumán, † 2022)
- Andrés Barcos, calciatore argentino
- Andrés Bertolotti, ex calciatore argentino (Rosario del Tala, n. 1943)

## C(6)
- Andrés Cabrero, calciatore portoricano (San Juan, n. 1989)
- Andrés Cadavid, calciatore colombiano (Medellín, n. 1985)
- Andrés Chitiva, ex calciatore colombiano (Bogotà, n. 1979)
- Andrés Chávez, calciatore argentino (Salto, n. 1991)
- Andrés Colorado, calciatore colombiano (El Cerrito, n. 1998)
- Andrés Correa, calciatore colombiano (Envigado, n. 1994)

## D(3)
- Andrés D'Alessandro, ex calciatore argentino (La Paternal, n. 1981)
- Andrés Díaz, ex calciatore argentino (Rosario, n. 1983)
- Andrés Duarte, ex calciatore paraguaiano (Asunción, n. 1972)

## E(3)
- Andrés Escobar, calciatore colombiano (Medellín, n. 1967 - Medellín, † 1994)
- Andrés Ramiro Escobar, calciatore colombiano (Puerto Tejada, n. 1991)
- Andrés Estrada, ex calciatore colombiano (Cali, n. 1967)

## F(5)
- Andrés Eduardo Fernández, calciatore spagnolo (Murcia, n. 1986)
- Andrés Ferrari, calciatore uruguaiano (Sauce, n. 2003)
- Andrés Ferro, calciatore venezuelano (Caracas, n. 2001)
- Andrés Flores, ex calciatore salvadoregno (San Salvador, n. 1990)
- Andrés Franzoia, ex calciatore argentino (San Pedro, n. 1985)

## G(3)
- Andrés Felipe González, ex calciatore colombiano (Cali, n. 1984)
- Andrés Aurelio González, ex calciatore peruviano (Callao, n. 1968)
- Andrés Grande, ex calciatore argentino (Buenos Aires, n. 1976)

## H(1)
- Andrés Hernández, calciatore venezuelano (Caracas, n. 1993)

## I(4)
- Andrés Ibargüen, calciatore colombiano (Cali, n. 1992)
- Andrés Imperiale, ex calciatore argentino (Rosario, n. 1986)
- Andrés Iniesta, ex calciatore spagnolo (Fuentealbilla, n. 1984)
- Andrés Iniestra, calciatore messicano (Guadalajara, n. 1996)

## J(1)
- Andrés Már Jóhannesson, calciatore islandese (Reykjavík, n. 1988)

## L(5)
- Andrés Lucero González, ex calciatore spagnolo (Brunete, n. 1964)
- Andrés Lamas, ex calciatore uruguaiano (Montevideo, n. 1984)
- Andrés Lerín, calciatore e allenatore di calcio spagnolo (Jaurrieta, n. 1913 - Saragozza, † 1998)
- Andrés Lioi, calciatore argentino (Rosario, n. 1997)
- Andrés Llinás, calciatore colombiano (Bogotà, n. 1997)

## M(15)
- Andrés Madruga, calciatore uruguaiano (Maldonado, n. 2004)
- Andrés Makin, calciatore beliziano (Punta Gorda, n. 1992)
- Andrés Maldonado, calciatore venezuelano (Caracas, n. 1994)
- Andrés Martínez, ex calciatore uruguaiano (Pando, n. 1972)
- Andrés Martín, calciatore spagnolo (Aguadulce, n. 1999)
- Andrés Mazali, calciatore uruguaiano (Montevideo, n. 1902 - Montevideo, † 1975)
- Andrés Mehring, calciatore argentino (Franck, n. 1994)
- Andrés Mendoza, ex calciatore peruviano (Chincha Alta, n. 1978)
- Andrés Montaño, calciatore messicano (Los Cabos, n. 2002)
- Andrés Monti, calciatore argentino
- Alejandro Montiel, ex calciatore argentino (Mayor Vicente Villafañe, n. 1993)
- Andrés Mosquera, ex calciatore colombiano (Cali, n. 1978)
- Andrés Mosquera Guardia, calciatore colombiano (Turbo, n. 1990)
- Andrés Mosquera Marmolejo, calciatore colombiano (Carepa, n. 1991)
- Andrés Javier Mosquera, ex calciatore colombiano (Medellín, n. 1989)

## N(1)
- Andrés Núñez, ex calciatore costaricano (San José, n. 1976)

## O(2)
- Nicolás Olivera, ex calciatore uruguaiano (Montevideo, n. 1978)
- Andrés Orozco, ex calciatore colombiano (Medellín, n. 1979)

## P(7)
- Andrés Paz, ex calciatore venezuelano (n. 1963)
- Federico Pereira, calciatore uruguaiano (Montevideo, n. 2000)
- Andrés Perea, calciatore statunitense (Tampa, n. 2000)
- Andrés Ponce, calciatore venezuelano (Maracaibo, n. 1996)
- Andrés Tomás Prieto Albert, calciatore spagnolo (Alicante, n. 1993)
- Andrés Prieto, calciatore cileno (Santiago del Cile, n. 1928 - † 2022)
- Andrés Pascual Santoja, calciatore spagnolo (Alcoy, n. 1996)

## R(16)
- Andrés Ravecca, calciatore uruguaiano (Montevideo, n. 1989)
- Andrés Ravera, calciatore uruguaiano
- Andrés Rebottaro, ex calciatore argentino (Rosario, n. 1952)
- Andrés Rentería, calciatore colombiano (Medellín, n. 1993)
- Andrés Reyes, calciatore colombiano (Puerto Tejada, n. 1999)
- Andrés Ricaurte, calciatore colombiano (Medellín, n. 1991)
- Andrés Roa, calciatore colombiano (Sabanalarga, n. 1993)
- Andrés Robles, calciatore cileno (Santiago del Cile, n. 1994)
- Andrés Roldán, ex calciatore cubano (n. 1950)
- Andrés Romero, calciatore venezuelano (Maturín, n. 2003)
- Andrés Sebastián Romero Fernández, calciatore uruguaiano (Montevideo, n. 1998)
- Andrés Antonio Romero, ex calciatore cileno (n. 1967)
- Andrés Fabricio Romero, ex calciatore argentino (Cordoba, n. 1989)
- Andrés Román, calciatore colombiano (Bogotà, n. 1995)
- Andrés Rouga, ex calciatore venezuelano (Caracas, n. 1982)
- Andrés Ríos, calciatore argentino (Buenos Aires, n. 1989)

## S(8)
- Andrés Sabido, ex calciatore spagnolo (Madrid, n. 1957)
- Andrés Salazar, calciatore colombiano (Guarne, n. 2003)
- Andrés San Martín, ex calciatore argentino (Lomas de Zamora, n. 1978)
- Andrés Elionai Sánchez, calciatore venezuelano (Socopó, n. 1987)
- Andrés Sarmiento, calciatore colombiano (Luruaco, n. 1998)
- Andrés Scotti, ex calciatore e dirigente sportivo uruguaiano (Montevideo, n. 1975)
- Sebastián Soria, calciatore uruguaiano (Paysandú, n. 1983)
- Andrés Stagnaro, calciatore argentino (Buenos Aires, n. 1907)

## T(3)
- Andrés Tello, calciatore colombiano (Medellín, n. 1996)
- Andrés Tuduri, calciatore spagnolo (Tolosa, n. 1898 - Madrid, † 1967)
- Andrés Túñez, calciatore venezuelano (Caracas, n. 1987)

## U(1)
- Mateus Uribe, calciatore colombiano (Medellín, n. 1991)

## V(3)
- Andrés Vilches, calciatore cileno (Talcahuano, n. 1992)
- Andrés Vombergar, calciatore argentino (Villa Luzuriaga, n. 1994)
- Andrés Vásquez, ex calciatore peruviano (Lima, n. 1987)